# Adolf Pla
Pla  Garrigós est un nom espagnol. Le premier nom de famille, en général paternel, est Pla ; le second, en général maternel, souvent omis, est Garrigós.
Adolf Pla i Garrigós (Sabadell, 4 octobre 1960) est un pianiste et chef d'orchestre catalan.

## Biographie
Adolf Pla travaille d'abord le piano avec Magda Caballé, Teresa Segarra et Josep Maria Martí Aragonés, avant d'entrer au Conservatoire de Barcelone où il étudie avec Miquel Farré, puis à l'Académie Franz Liszt de Budapest, pour étudier avec Ferenc Rádos et György Nádor. Il poursuit son perfectionnement à la Hochschule für Musik de Wurtzbourg, sous la direction de Peter Hollfelder. En Allemagne, il obtient le MeisterKlasse Diplom et est distingué par la Fondation Robert Wagner
Adolf Pla enseigne ensuite le piano au Conservatoire de Sabadell en Catalogne — dont il devient directeur — et, depuis le 2004, enseigne son instrument à l'école supérieure de musique de Catalogne.
En 1985, Adolf Pla est sélectionné pour représenter l'Espagne à la première rencontre internationale de jeunes interprètes d'Europe. Il donne des récitals dans plusieurs pays dans le monde et collabore avec le Quatuor du Mozarteum de Salzbourg. Il effectue plusieurs tournées et enregistrements avec le flûtiste de Sabadell, Bernat Castillejo. Il enregistre plusieurs disques pour les labels La mà de Guido et Ars Harmònica, notamment l'œuvre complète pour piano de Federico Mompou et d'autres compositeurs tels Schumann, Ravel, Enrique Granados, Eduard Toldrà,. Il s'est produit pour diverses radios : Canal Clàssic de Via Digital, RNE, Catalogne Radio, Radio San Petersburg, TVE, TV3, TV Costa Rica, TV Pérou et TV Uruguay. Collabore régulièrement pour différents médias ou journaux, comme Catalunya Música, Revista Musical Catalana, Revista Cultural de l'AECID, etc.
Comme chef d'orchestre, il dirige plusieurs orchestres : Orchestre municipal de Caracas, Orchestre national de chambre d'Andorre, Orchestre national de Bolivie, notamment. En 2012, il a dirigé la Suite Goya (Six pièces désagréables pour dix solistes) à l'Auditori pour la commémoration du 50e anniversaire de la mort du compositeur Ricardo Lamote de Grignon.